# جوزيف ويتلي
جوزيف ويتلي (17 أكتوبر 1816 – 12 يناير 1891) كان مهندسًا ميكانيكيًا ومعدنيًا إنجليزيًا. ظهر في فيلم "مشهد حديقة راوندهاي"، وهو أقدم مقطع فيلم معروف، والذي صوره صهره لويس لو برينس.
يمكن رؤيته كرجل يرتدي معطفًا طويلًا "طائرَ الذيل" في فيلم "مشهد حديقة راوندهاي"، يمشي بجانب زوجته، سارة.

## الوفاة
توفي ويتلي في 12 يناير 1891. سبب الوفاة لم يُكشف.

## الفيلموغرافيا
| السنة | العنوان             | الدور | ملاحظات                          |
| ----- | ------------------- | ----- | -------------------------------- |
| 1888  | مشهد حديقة راوندهاي | نفسه  | قصير                             |
| 2015  | الفيلم الأول        | نفسه  | إصدار بعد الوفاة (لقطات أرشيفية) |

## الروابط الخارجية
- جوزيف ويتلي في قاعدة بيانات الأفلام على الإنترنت